# Колесников, Анатолий Тимофеевич
Анатолий Тимофеевич Колесников (род. 5 декабря 1933 года, Одесса — 30 апреля 2021 года) — советский и российский тренер по баскетболу и лёгкой атлетике. Почётный гражданин города Гуково (2004). Заслуженный тренер РСФСР. Заслуженный работник физической культуры Российской Федерации (1997).

## Биография
Анатолий Тимофеевич Колесников родился 5 декабря 1933 года в Одессе. В 1945 году семья переехала в Гуково. Учился в Харьковском техникуме физической культуры. В 1959 году окончил Днепропетровский техникум физической культуры. После возвращения в Гуково работал сначала на шахте, а затем преподавателем физической культуры в общеобразовательной школе № 2 и тренером в ДЮСШ. С 1955 года работал председателем комитета по физической культуре и спорту администрации города Гуково. Одним из первых начал развивать в городе спортивные школы по лёгкой атлетике, гандболу и баскетболу.
Много лет работал тренером-преподавателем МОУ ДОД ДЮСШ «Прометей» по баскетболу.
В 2015 году в МБОУ СОШ № 2 г. Гуково в его честь установлена памятная доска.
Наиболее известными воспитанниками Анатолия Тимофеевича являются чемпионка Европы 1982 года в беге на 1500 метров Ольга Костецкая (Двирна) и трёхкратный чемпион СССР (1974—1976) по баскетболу Николай Руднев.

### Семья
Женат на Ларисе Константиновне Колесниковой. Сыновья — Сергей и Эдуард.

## Награды и звания
- Заслуженный тренер РСФСР.
- Заслуженный работник физической культуры Российской Федерации (1997)[12].
- Судья Республиканской категории.
- Почётный гражданин города Гуково (2004)[13][14].
- Отличник просвещения СССР.
- Ветеран труда.
- Почётный знак «За заслуги в развитии культуры и спорта»[15].
- Знак Губернатора Ростовской области «Во благо семьи и общества» (2012)[16].
- Памятный знак «75 лет Ростовской области» (2012)[17].